# Salamanca (Chili)
Salamanca is een gemeente in de Chileense provincie Choapa in de regio Coquimbo. Salamanca telde 29.347 inwoners in 2017 en heeft een oppervlakte van 3445 km².